# André Augustin Sallé
Pour les articles homonymes, voir Sallé.
André Augustin Sallé, né le 9 septembre 1891 à Longueau et mort le 10 janvier 1961 à Paimpol, est un sculpteur français.

## Biographie
Formé à l'académie de Valenciennes puis à l'école nationale supérieure des beaux-arts, il a été l'élève de Jules Coutan et d'Auguste Carli.
Il expose au salon des artistes français à partir de 1923, en 1924 il obtient un premier grand prix de Rome de sculpture avec La Mort et le bûcheron et il séjourne à Rome à la villa Médicis comme pensionnaire de 1925 à 1928. Il expose régulièrement au Salon d'Hiver de 1930 à 1947.
Il s'est fait construire une maison à l'Étang-Neuf, en Saint-Connan.

## Divers
Il est chevalier de la Légion d'honneur[réf. nécessaire], candidat à l'Académie des Beaux Arts et ancien soldat au 87e régiment d'infanterie[réf. souhaitée].
Il a enseigné comme professeur aux Beaux Arts de Nîmes, à l'école Lavoisier et aux cours industriels de Malakoff[réf. souhaitée].
Il a reçu la médaille d'honneur de la ville de Paris, le Prix Meurant de l'Institut de France, le prix du Palais de Longchamp, le premier prix Chenavard de l'Institut de France, le premier prix Doublemard de l'Institut de France, le premier prix Bridant de l'Institut de France, le grand prix Stilmann, il est hors concours aux artistes français et premier reçu définitif de l'école des Beaux Arts de la ville de Paris[réf. souhaitée].

## Œuvres

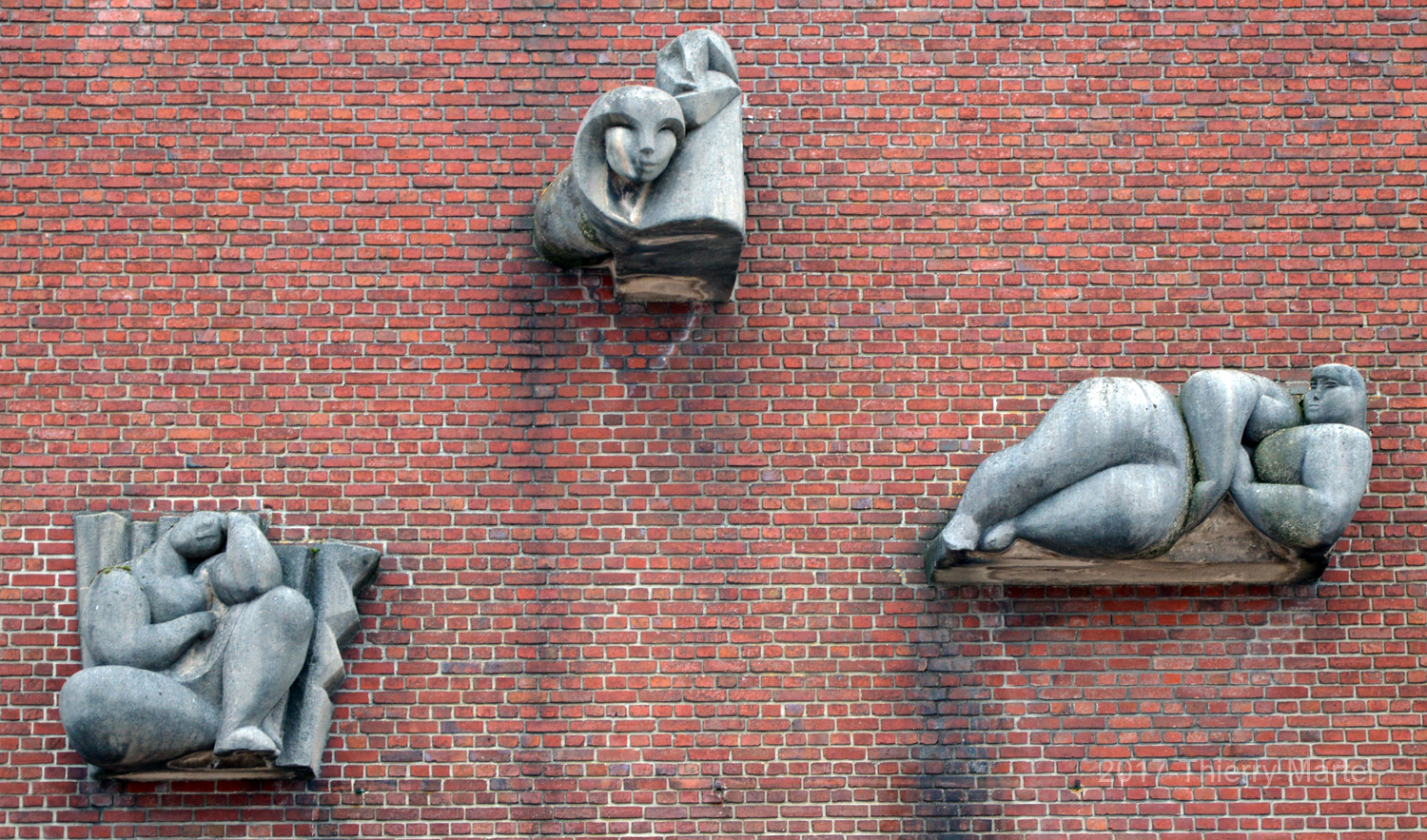
3 hauts-reliefs : femmes de André Augustin Sallé sur la façade de la Salle Renaissance à Longueau (démoli en janvier 2018).

- La mort et le bûcheron, 1924, École nationale supérieure des beaux-arts[2]
- Deux ours polaires se disputant 1 poisson (bronze), 1926[7]
- Femme assise dite la femme aux oursons, ca 1934, place Jean Jaurès à Montreuil[3]
- Buste du peintre H. Caron, salon de 1930[8],[9]
- Étude de jeune fille en marbre (fragment de fontaine), salon de 1930[9]
- Jeune fille à l'antilope (bas-relief en plâtre), salon de 1930[9]
- Éléphant et singe (bronze à cire perdue), salon de 1930[9]
- Ours blancs (pierre de Lens), salon de 1930[9]
- 3 hauts-reliefs : femmes Inscrit MH (2019)[10] de la Salle Renaissance à Longueau (1952) (salle démolie en janvier 2018, les œuvres ont subi des dommages).
- Le monument aux morts 1914-1918 de Limoges, avec l'architecte Henri Germain Vergnolle (1891-1958)[11],[12], ensemble monumental construit vers 1929-1931 square de la Poste et déplacé en 1963 place Jourdan[13]
- Bas-reliefs d'après René Lalique, représentant des jeunes filles agenouillées autour d'un brûle-parfum. Ils ornaient jusque 2001 les fontaines de l'entrée principale de l'ancienne usine Coty de Suresnes, située près du pont, dont certains bâtiments existent encore de nos jours. Après restauration, ils ont été installés dans le parc du Château, dans la même ville[14].

Et aussi : musée d'art moderne de Paris, académie des sciences, musée d'Amiens, Musée des beaux-arts de Valenciennes, musée de Laval, église de Saint-Connan (Côtes d'Armor), Cour d'Égypte, Philadelphie (États-Unis), agences des PTT (rue de la Boétie, Choisy-le-Roi, Clichy, Beauvais, etc.).